# فيليب أكين
فيليب أكين هو ممثل كندي، ولد في 18 أبريل 1950 في كينغستون في جامايكا.

## أعمال

### مسلسلات
- هايلاندر

## وصلات خارجية
- فيليب أكين على موقع IMDb (الإنجليزية)
- فيليب أكين على موقع ألو سيني (الفرنسية)
- فيليب أكين على موقع أول موفي (الإنجليزية)
- فيليب أكين على موقع قاعدة بيانات الأفلام السويدية (السويدية)
- فيليب أكين على موقع قاعدة بيانات الفيلم (الإنجليزية)
- فيليب أكين على موقع كينوبويسك (الروسية)